# Cuneiforme (anatomia)
Existem três ossos cuneiformes no pé humano:
- cuneiforme medial

- cuneiforme intermédio

- cuneiforme lateral

Eles estão localizados entre o osso navicular e o primeiro, segundo e terceiro ossos metatarsais, sendo mediais ao osso cubóide.
O nome desses três ossos (medial, intermédio e lateral) é derivado de em forma de cunha.
O cuneiforme medial é o maior osso e o cuneiforme intermédio é o menor dos três. Cada osso cuneiforme articula-se com o osso navicular atrás e anteriormente, com a base do seu metatársico correspondente. Além disso, o cuneiforme lateral articula-se com o osso cubóide.

## Imagens adicionais

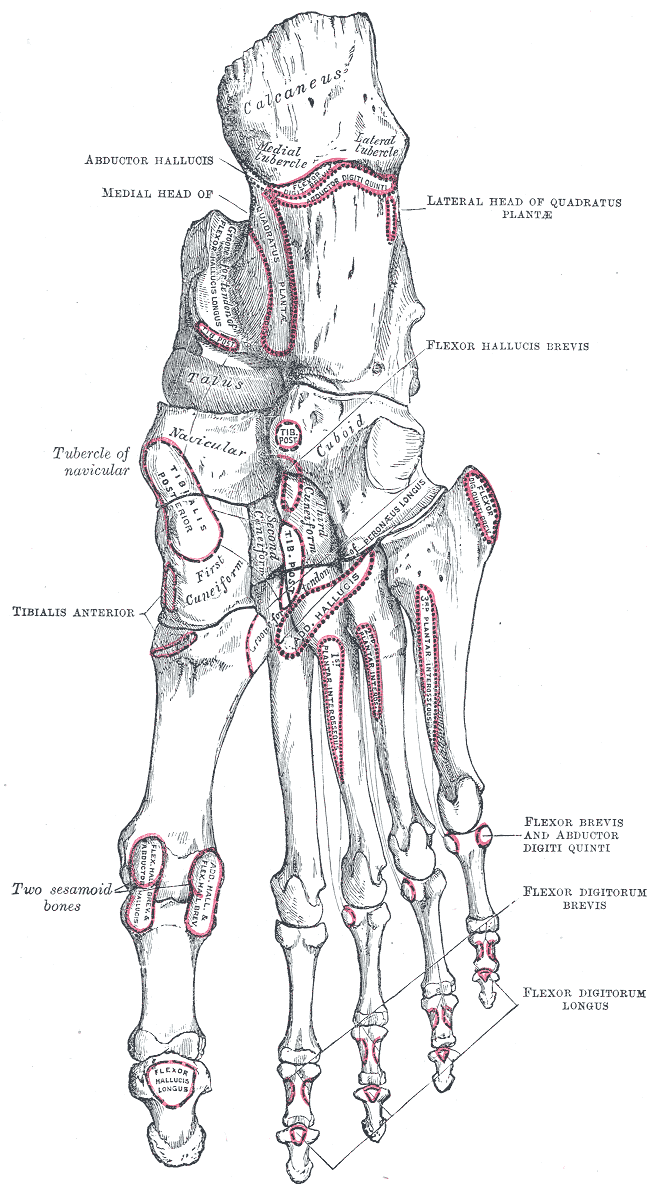
Ossos do pé direito. Superfície plantar.
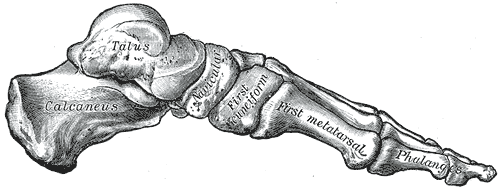
Ossos do pé. Aspecto medial.
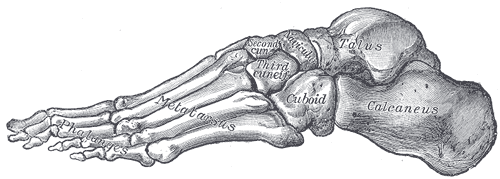
Ossos do pé. Aspecto lateral
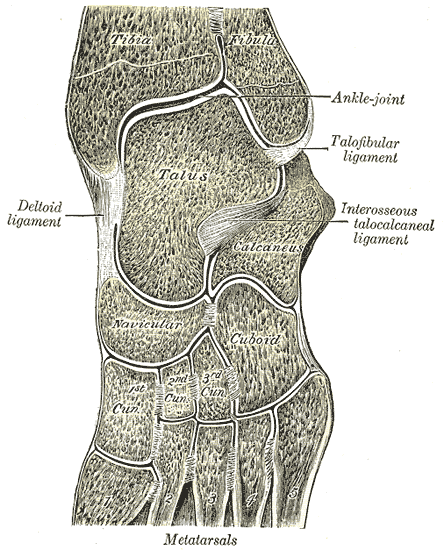
Secção oblíqua das articulações intertarsal esquerda e tarsometatarsal, mostrando as cavidades sinoviais.

## Referência
MOORE, Keith L.;Anatomia orientada para a clínica.